# Ero in guerra ma non lo sapevo
Ero in guerra ma non lo sapevo è un film italiano del 2022 diretto da Fabio Resinaro, ispirato all’omonimo libro di Alberto Dabrazzi Torregiani e Stefano Rabozzi.

## Trama
Milano, 22 gennaio 1979. Il gioielliere Pierluigi Torregiani, terminata un'esposizione di gioielli presso una televisione privata, sta cenando in un ristorante con sua figlia Marisa e l’amico Salvo quando irrompono alcuni malviventi per una rapina. Torregiani vede uno di loro minacciare sua figlia con una pistola ed estrae la sua arma. Nella sparatoria cadono a terra morti e feriti, e per il gioielliere inizia un'odissea. Infatti entra nel mirino dei P.A.C. in quanto "giustiziere borghese e fascista", e dunque simbolo di una classe sociale da eliminare. Da quel momento comincia per lui una lunga e dura battaglia e, dato che continua a ricevere chiamate anonime, il commissario Giardino gli assegna una scorta. Tuttavia Torregiani non riesce ad abituarsi all’idea di essere scortato e il 16 febbraio, uscito di casa senza protezione insieme ai suoi figli Alberto e Marisa, davanti alla gioielleria è vittima di un agguato: quando vede arrivare i terroristi Torregiani tenta una reazione ma viene colpito  non appena estrae la sua pistola, dalla quale parte un proiettile che raggiunge Alberto alla colonna vertebrale rendendolo paraplegico. Torregiani viene finito con un colpo alla testa dopodiché i terroristi si danno alla fuga.

## Distribuzione
Il film è stato distribuito nelle sale cinematografiche italiane a partire dal 24 gennaio 2022 e viene trasmesso in prima TV su Rai 1 il 16 febbraio seguente totalizzando 2.294.000 spettatori pari al 10.63% di share.